# Kapilarióza ptáků
Kapilarióza je parazitární onemocnění způsobované hlísticemi z rodu Capillaria. Kapilárie, malí nitkovití červi, parazitují téměř v celém průběhu trávicího traktu ptáků a to jak domestikovaných, tak i chovaných ze záliby, v zajetí nebo divoce žijících. Slabší infekce mohou probíhat subklinicky, těžší infekce naopak způsobují celkovou poruchu zdravotního stavu, pokles živé hmotnosti a někdy i úhyn. Vývojový cyklus kapilárií je přímý nebo nepřímý. Vajíčka s typickými bipolárními víčky se prokazují v přímých seškrabech sliznice nebo flotací trusu. Léčba kapilariózy je mnohdy obtížnější než při askaridióze.

## Původci
- Capillaria annulata (Molin 1858)

Parazituje na sliznici volete a jícnu u kura, krůt, husí, tetřevů, perliček, koroptví, bažantů, křepelek a dalších ptáků.
Popis. C. annulata je dlouhý, tenký červ, vzhledem podobný C. contorta, ale lišící se přítomností kutikulárního lemu na hlavě. Samci dorůstají délky 13–26 mm, šířky 52–75 µm; spikulum je dlouhé 1,12–11,63 mm, spikulární pochva je pokryta ostny. Samice dosahují délky 20–60 mm a šířky 75–120 µm; cirkulární pochva je lokalizována v úrovni jícnu. Vajíčka mají silnostěnný obal, na obou pólech jsou víčka a jsou velká 55–66 × 26–28 µm.
Vývoj je nepřímý (biohelmint). Vajíčka jsou vylučována trusem infikovaných ptáků a vývoj trvá 24 dní i déle než 1 měsíc. Při teplotě pod 5 °C a nad 37 °C se vajíčka nevyvíjejí. Jako mezihostitel slouží dešťovky (Eisenia foetida, Allolobophora caliginosa). V organismu mezihostitele se stávají infekčními za 14–28 dní po infekci.
Patogenita. C. annulata se zavrtává do sliznice a vyvolává zánět stěny volete i jícnu. Při těžkých infekcích je vnitřní stěna volete zesílená, zhrublá a silně macerovaná. Odlupující tkáň obsahuje velké množství červů. U krůt, bažantů, křepelek i pernaté zvěře probíhá infekce často fatálně. Hlavními příznaky jsou podvýživa a vyhublost, doprovázené těžkou anémií.
- Capillaria contorta (Creplin 1839)

Parazituje na sliznici jícnu a volete, někdy i v dutině zobáku, udomácí drůbeže a mnoha dalších vodních i suchozemských ptáků z různých řádů.
Popis. Tělo samců je dlouhé 6–16 mm, široké 50–70 µm; spikula jsou většinou nezřetelná a pochva je opatřena poměrně dlouhými trny. Samice jsou dlouhé 15–60 mm, široké 90–150 µm; vulva je lokalizovaná za koncem jícnu, vulvární výrůstek není přítomen. Vajíčka typického citronovitého vzhledu měří 50–69 × 24–29 µm. Na obou pólech jsou opatřena poměrně úzkými a jen mírně prominujícími víčky.
Vývoj je přímý (geohelmint). Vajíčka jsou uložena v záhybem sliznice volete a uvolňují se do jeho lumina s odlupující se sliznicí. Vylučují se hojně trusem infikovaných ptáků a ve vnějším prostředí se rýhují poměrně pomalu; infekčními se stávají za 30–40 dní. Po pozření embryonovaných vajíček dospívají červi v ptačím hostiteli v průběhu 1–2 měsíců. Zdrojem infekce jsou volně žijící ptáci, přezimovaná vajíčka a nakažené dešťovky.
Patogenita. Larvy C. contorta se zavrtávají do sliznice volete, kde působí nejdříve zarudnutí, později se sliznice pokrývá hlenem, je ztluštělá, rohovatí nebo se pokrývá krupózně difteroidními pablánami. Patogenita kapilárií závisí na množství přítomných červů.
- Capillaria obsignata (Madsen 1945)

Obvykle parazituje v přední část tenkého střeva, při silné infekci však napadá celé tenké střevo i slepá střeva hrabavých ptáků, husí, holubů, labutí, pěvců a mnoha dalších.
Popis. Kapilárie tohoto druhu jsou velmi tencí, okem sotva viditelní červi. Samci dorůstají délky 7–13 mm a šířky 42–53 µm; zadní konec těla vytváří malou blanitou pseudoburzu, podpíranou z každé strany jednou laterální papilou; spikulum je dlouhé 1,1–1,5 µm, pochva je bez trnů, příčně rýhovaná. Samice jsou dlouhé 9–18 mm a široké 50–80 µm; vulva je umístěna v úrovní přechodu jícnu do střeva. Vajíčka dosahují velikosti 44–56 × 22–29 µm, jsou oválná, světle hnědě zbarvená, s pólovými čepičkami na obou koncích, stěna má granulární vzhled.
Vývoj je přímý (geohelmint). Vajíčka vycházejí do vnějšího prostředí s trusem hostitele, nerozrýhovaná. Rychlost vývoje závisí na podmínkách vnějšího prostředí – při teplotě pod 4 °C se vajíčka nevyvíjejí; vývoj do stadia infekční larvy trvá při teplotě 20 °C 13 dní, při 35 °C pouze 65–72 hodin. Teplota nad 37 °C ničí vajíčka. Larva (L1) se uvolňuje z vajíčka až po pozření hostitelem. V organismu hostitele prodělávají larvičky celkem tři svlékání a první pohlavně dospělé parazity lze zjistit ve střevech již 19. den po infekci (PI); většina z nich ale maturuje až za 24 dní PI. Holubi infikovaní C. obsignata zůstávali infekční po dobu až 9 měsíců. Vajíčka jsou velmi odolná, přezimují bez ztráty životaschopnosti.
Patogenita: Infikovaní ptáci se straní ostatních, shlukují se, jsou vyhublí, mají průjem, hemoragickou enteritidu; při silné infekci mohou i uhynout. Zesílení stěny přední části tenkého střeva a katarální zánět jsou nejvýznamnějším pitevním nálezem. Změny jsou však variabilní, stejně jako pokles hmotnosti (vyhublost při nálezu 14 červů, jindy nález 100–1000 červů bez změny hmotnosti). Z praktického hlediska je důležitý pokles využití krmiva.
- Capillaria caudinflata (Molin 1858)

Parazituje v přední části tenkého střeva hrabavých ptáků, kachen, husí a holubů, při silné infekci postihuje celé tenké střevo i slepá střeva.
Popis. Samci dosahují délky 7–18 mm a šířky 33–52 µm; spikulum je dlouhé 0,7–1,2 mm, pochva spikukula má v proximální části jemné trnovité výběžky; na konci těla jsou laterální (preburzální) křídla a pseudoburza podpíraná dvěma papilami s rozbíhavým vrcholem ve tvaru písmene T. Tělo samice je dlouhé 11–25 mm a široké 38–62 µm; vulva má charakteristický kutikulární výrůstek, který prominuje nad povrch. Vajíčka měří 47–58 × 20–28 µm, jsou světle hnědě zbarvená a mají prominující víčka; obal je silný s jemnou strukturou.
Vývoj je nepřímý (biohelmint). Vajíčka C. caudinflata se vylučují z těla hostitelů trusem v nesegmentovaném stavu. Při teplotě 25–26 °C se ve vajíčku vyvine larva. Další vývoj probíhá v mezihostiteli, kterým jsou dešťovky (Allolobophora caliginosa, Eisenia foetida). V trávicím ústrojí mezihostitele se larvičky uvolněné z vajíček zavrtávají do stěny střevní a zde se dále vyvíjejí po dobu 9–22 dní až do infekčního stavu. Prepatentní doba je 21–24 dní. Vajíčka jsou velmi odolná a vydrží ve vhodném vnějším prostředí déle než rok. Přímá infekce hostitele zralými vajíčka C. caudinflata bez pasáže mezihostitelem není možná.
- Capillaria bursata (Freitas a Almeida 1934)

Parazituje na sliznici tenkého střeva domácí drůbeže a bažantů 
Popis. Samec je 11–20 mm dlouhý a 44–51 µm široký; spikula jsou 1,1–1,6 mm dlouhá, pochva je bez trnů; na zadním konci jsou zřetelná laterální křídla a pseudoburza, podpíraná párem papil. Samice je dlouhá 16–35 mm a 53–64 µm široká; okraje vulvy mají krátké, oblé pysky. Vajíčka měří 51–62 × 22–29 µm; povrch je jemně podélně rýhován.
Vývoj je nepřímý (biohelmint). Vajíčka se vylučují trusem. Vývoj larev při teplotě 26–27 °C je kompletní za 16 dní. Další vývoj probíhá v mezihostiteli, kterým jsou dešťovky (Eisenia rosea); larvy jsou infekční za 22–25 dní. Konečný hostitel se nakazí pozřením dešťovek s infekčními larvami. Červi maturují v konečném hostiteli za 19–26 dní PI.
- Capillaria anatis (Schrank 1790)

Parazituje ve slepých střevech hrabavé i vodní drůbeže, volně žijících ptáků z řádů Anseriformes, Galliformes, Passeriformes aj.
Popis. Samec dosahuje délky 4–15 mm, šířky 35–58 µm;na konci zaoblené spikulum má na průřezu trojúhelníkový tvar; pochva spikul je pokryta malými trny; na konci těla jsou dva laterální výběžky (papily) Samice je 9–18 mm dlouhá, široká 44–60 µm; vulva nemá kutikulární výběžek. Vajíčka měří 46–67 × 22–29 µm, jejich povrch je zvrásněný.
Vývoj není znám; předpokládá se nepřímý vývoj (dešťovky jako mezihostitel)

## Klinické příznaky kapilariózy
Výskyt střevní kapilariózy ve vlhkých letech vrcholí v letním a podzimním období. V zimě a na začátku jara je zamořenost nejnižší.
Na organismus hostitele působí střevní kapilárie odnímáním tělních šťáv a krve, což u domácí drůbeže snižuje produkci a u ptáků obecně jejich odolnost proti nemocem. Poškození sliznice střevního traktu ztěžuje průchod potravy střevem a její resorpci. Kapilárie rovněž vylučují toxiny, které mohou být příčinou poškození nervové soustavy.
První klinické příznaky kapilariózy se u drůbeže zpravidla projevují za 2-3 týdny po infekci. Jejich stupeň záleží jak na stáří postižených ptáků (čím mladší, tím těžší průběh), tak i na výživném stavu a na síle infekce.
Při akutním průběhu, zejména u mladé drůbeže, může nastat uhynutí během týdne, někdy i za výskytu nervových příznaků (křeče, ochrnutí). Většinou však onemocnění probíhá chronicky, což vede k omezenému příjmu potravy, postupnému hubnutí, ospalosti, depresi, anémii a průjmu. V tomto stadiu jsou ptáci extrémně vnímaví i k jiným patogenním činitelům a často hromadně hynou. Peří nemocných ptáků je zježené, neupravené a bez lesku. Onemocnění způsobuje i zakrslost. Dospělá drůbež zůstává při slabších infekcích bezsymptomním nosičem.

## Diagnostika kapilariózy
Diagnóza se stanovuje na základě klinického, ovoskopického a pitevního vyšetření. Průkaz helmintů je vzhledem k jejich velikosti a zejména šířce obtížný, ale při pozorném vyšetřování střev je možné zjistit červy jako tenké, krátké nitky ve střevním obsahu nebo na sliznici střeva. Jistější je zhotovení nativního preparátu seškrabem sliznice střeva a mikroskopickým vyšetřením. Přítomnost vajíček se zjišťuje flotací střevního obsahu v nasyceném roztoku cukru nebo kuchyňské soli.

## Terapie a prevence
Velkou úlohu v prevenci kapilariózy má řádná výživa. Tlumení kapilarióz domácí drůbeže se opírá o budování chovů na písčitých propustných půdách. Výhodné jsou intenzivní formy odchovu a chovu. Kuřata odchovávaná ve výběhových chovech v zamořených lokalitách se nevypouštějí po dešti a za rosy do výběhů, aby nemohla sbírat dešťovky. Osvědčuje se také oddělený chov mladé a dospělé drůbeže, častěji prováděná asanace a dehelmintizace všech zvířat na jaře a na podzim.
Léčebně se používají anthelmintika (mebendazol, thiabendazol, levamisol  aj.).